# Mouchoir (à mèche)
Pour les articles homonymes, voir mouchoir (homonymie).

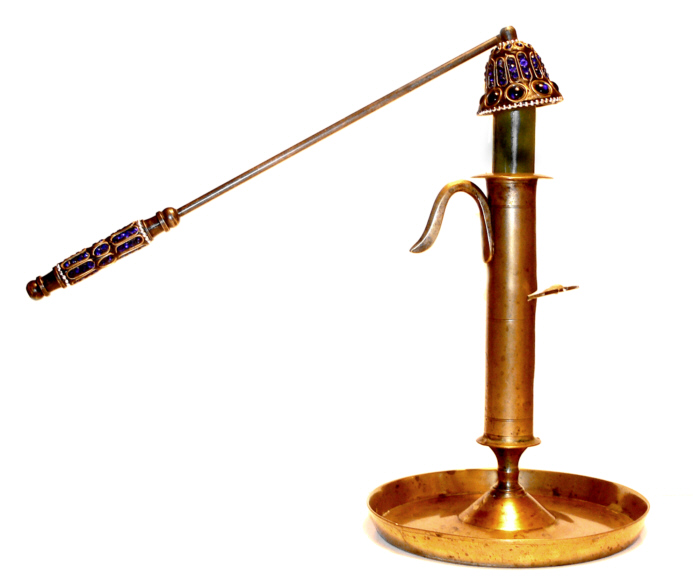
Mouchoir à mèche.

Un mouchoir est un outil dont on se sert pour éteindre les bougies, en les étouffant. De grande taille, il permet d'atteindre les bougies haut placées, par exemple dans les églises. 
Avec un tel instrument on mouche la mouchette de la bougie, c’est-à-dire qu'on couvre la bougie de façon que la mèche enflammée ne puisse plus s'alimenter en oxygène. Il existe plusieurs mécanismes possibles pour éteindre la mèche. La plus rudimentaire consiste en un chapeau qui couvre la mèche et la prive d'oxygène. Un autre mécanisme est un cylindre qui s'ouvre et se ferme au bout du mouchoir : cela permet d'étouffer la mèche sans risquer de l'écraser.